# 29
29（二十九、廿九、にじゅうきゅう、にじゅうく、はたちあまりここ）は自然数、また整数において、28の次で30の前の数である。

## 性質
- 29は10番目の素数である。1つ前は23、次は31。
  - 約数の和は30。
    - 約数関数から導き出される数列 {\displaystyle a_{n}=\sigma (a_{n-1})} はその初期値によって異なる数列になる。異なる数列になる6番目の初期値(最小の値)を表す数である。1つ前は27、次は33。(ただし1を除く)(オンライン整数列大辞典の数列 A257348)
- 1/29 = 0.0344827586206896551724137931… (下線部は循環節で長さは28)
  - 循環節が n − 1 (全ての余りを巡回する)である5番目の素数である。1つ前は23、次は47。
  - 逆数が循環小数になる数で循環節が28になる数のうち最小の数である、次は58。
    - 循環節が n になる最小の数である。1つ前の27は243、次の29は3191。(オンライン整数列大辞典の数列 A003060)
- (29, 31) は5番目の双子素数である。1つ前は(17, 19)、次は(41, 43) 。
  - 唯一差がそれぞれ2となる（3, 5, 7）の組みを含めるパターンでは、三つ子素数でない最小の奇素数ともいえる。
- 29 = 29 + 0 × ω (ωは1の虚立方根)
  - a + 0 × ω (a > 0) で表される6番目のアイゼンシュタイン素数である。1つ前は23、次は41。
- 6番目のソフィー・ジェルマン素数である。1つ前は23、次は41。
- 2 と 9 を使った最小の素数である。次は229。ただし単独使用を可とするなら1つ前は2。(オンライン整数列大辞典の数列 A020460)
  - 29…9 の形の最小の素数である。次は2999。(オンライン整数列大辞典の数列 A055559)
  - 2…29 の形の最小の素数である。次は229。(オンライン整数列大辞典の数列 A093401)
- 29 = 33 + 2
  - n = 3 のときの 3n + 2 の値とみたとき1つ前は11、次は83。(オンライン整数列大辞典の数列 A168607)
    - 3n + 2 の形の4番目の素数である。1つ前は11、次は83。(オンライン整数列大辞典の数列 A057735)
- 29 = 22 + 32 + 42
  - 3つの連続する数の平方和で表せる数である。1つ前は14、次は50。
  - 3連続平方和と4連続平方和 (30 = 12 + 22 + 32 + 42) が連続する最小の数である。次は365 , 366。
  - 3連続自然数の平方和が素数になる最小の数である。次は149。
  - 3つの平方数の和1通りで表せる14番目の数である。1つ前は26、次は30。(オンライン整数列大辞典の数列 A025321)
  - 異なる3つの平方数の和1通りで表せる4番目の数である。1つ前は26、次は30。(オンライン整数列大辞典の数列 A025339)
  - n = 2 のときの 2n + 3n + 4n の値とみたとき1つ前は9、次は99。(オンライン整数列大辞典の数列 A074526)
  - 29 = (3+1/2)2 + (5+1/2)2 + (7+1/2)2
- ルーカス数のうちテトラナッチ数の7番目の要素。1つ前は15、次は56。
- 7番目のリュカ数である。1つ前は18、次は47。
- 5番目のペル数である。1つ前は12、次は70。
- 3つの4乗数の和が29で割り切れるのは、3つの数が全て29で割り切れる場合のみである。
  - 同様の性質を持つ素数は、他に5のみ。
- 2n2 + 29 で表される数は 0≦ n ≦ 28 において素数である。
- 29! = 8,841,741,993,739,701,954,543,616,000,000
- 連続した素数を2つに分けたそれぞれの和でも表せる素数。
29 = 2 + 3 + 7 + 17 = 5 + 11 + 13
  - 異なる素数の和で表せる7番目の素数である。1つ前は23、次は31。(オンライン整数列大辞典の数列 A108719)
- 各位の和が29となるハーシャッド数の最小は4988、10000までに5個ある。
- 29 = (2 + 9) + (2 × 9)
  - 各位の和と各位の積を加えてできる2番目の数である。1つ前は19、次は39。(オンライン整数列大辞典の数列 A038364)
- 各位の和が11になる最小の数である。次は38。
  - 各位の和が n になる最小の数である。1つ前の10は19、次の12は39。(オンライン整数列大辞典の数列 A051885)
  - 各位の和が11になる数で素数になる最小の数である。次は47。(オンライン整数列大辞典の数列 A106754)
- 各位の平方和が85になる最小の数である。次は67。(オンライン整数列大辞典の数列 A003132)
  - 各位の平方和が n になる最小の数である。1つ前の84は248、次の86は129。(オンライン整数列大辞典の数列 A055016)
- 各位の立方和が737になる最小の数である。次は92。(オンライン整数列大辞典の数列 A055012)
  - 各位の立方和が n になる最小の数である。1つ前の736は268、次の738は129。(オンライン整数列大辞典の数列 A165370)
- 29 = 22 + 52
  - 異なる2つの平方数の和で表せる8番目の数である。1つ前は26、次は34。(オンライン整数列大辞典の数列 A004431)
  - n = 2 のときの 2n + 5n の値とみたとき1つ前は7、次は133。(オンライン整数列大辞典の数列 A074600)
  - 5n + n2 で表せる最小の素数である。次は641。(オンライン整数列大辞典の数列 A182329)
  - 29 = 52 + 4
    - n = 2 のときの 5n + 4 の値とみたとき1つ前は9、次は129。(オンライン整数列大辞典の数列 A242329)
      - 5n + 4 の形の2番目の素数である。1つ前は5、次は15629。(オンライン整数列大辞典の数列 A228028)
- 29 = 13 + 13 + 33
  - 3つの正の数の立方数の和1通りで表せる5番目の数である。1つ前は24、次は36。(オンライン整数列大辞典の数列 A025395)
  - 3つの正の数の立方数の和で表せる3番目の素数である。1つ前は17、次は43。(オンライン整数列大辞典の数列 A007490)
- 29 = 72 − 52 + 32 − 22
  - n = 2 のときの 7n − 5n + 3n − 2n の値とみたとき1つ前は3、次は237。(オンライン整数列大辞典の数列 A135163)
- 5番目のマルコフ数である。1つ前は13、次は34。
  - 22 + 52 + 292 = 3 × 2 × 5 × 29
- 2番目の完全数28に1を加えた数である。1つ前は7、次は497。(オンライン整数列大辞典の数列 A135629)
- 29 = 52 + 5 − 1 = 62 − 6 − 1
  - n = 5 のときの n2 + n − 1 の値とみたとき1つ前は19、次は41。(オンライン整数列大辞典の数列 A028387)
- 29 = 5#− 1 = 2 × 3 × 5 − 1
  - 3番目の p#− 1 の形のクンマー数である。1つ前は5、次は209。(ただし p# は p 以下の素数の総乗)(オンライン整数列大辞典の数列 A057588)

## その他 29 に関連すること
- 原子番号29の元素は銅 (Cu)。
- グレゴリオ暦やユリウス暦では、閏年の2月は29日間となる。
- 第29代天皇は欽明天皇である。
- 日本の第29代内閣総理大臣は犬養毅である。
- 第29代ローマ教皇はマルケリヌス（在位：296年6月30日 - 304年4月1日）である。
- 第29代アメリカ合衆国大統領はウォレン・ハーディングである。
- 大相撲第29代横綱は宮城山福松である。
- 海部俊樹は、29歳の時に1960年の第29回衆議院議員総選挙で初当選し、その際割り当てられた議員会館の部屋は29号室であった。さらに、その29年後の1989年に内閣総理大臣に就任した。
- アメリカ合衆国の29番目の州はアイオワ州である。
- JIS X 0401、ISO 3166-2:JPの都道府県コードの「29」は奈良県。
- 易占の六十四卦で第29番目の卦は、坎為水。
- クルアーンにおける第29番目のスーラは蜘蛛である。
- 年始から数えて29日目は1月29日。
- 毎月29日は肉の日と食肉関連の組合によって定められている。
- 29というトランプゲームがある。
- グルカゴンは29個のアミノ酸配列からなるペプチドホルモンである。
- 『29』は奥田民生のアルバム。
- NNN系列のテレビ新潟とJNN系列のあいテレビは、アナログ放送のガイドチャンネルが 29ch。
- 2023年1月現在、囲碁と将棋の公式戦における連勝記録は29である。
  - 囲碁の坂田栄男九段（記録達成当時は名人・本因坊に在位）は1963-64年にかけて29連勝を記録した。
  - 将棋の藤井聡太四段（記録達成当時）は2016-17年にかけて29連勝を記録した。
- "TWENTYNINE"という単語は29本の線分で構成される。

## 符号位置
| 記号 | Unicode | JIS X 0213 | 文字参照          | 名称                      |
| ---- | ------- | ---------- | ----------------- | ------------------------- |
| ㉙   | U+3259  | 1-8-41     | &#x3259; &#12889; | CIRCLED DIGIT TWENTY NINE |